# Либихава
Либихава (слч. Libichava) насељено је мјесто са административним статусом сеоске општине (слч. obec) у округу Бановце на Бебрави, у Тренчинском крају, Словачка Република.

## Становништво
| Година:    | 1994. | 2004.   | 2014.    | 2024.   |
| ---------- | ----- | ------- | -------- | ------- |
| Број људи: | 179   | 168     | 137      | 138     |
| Разлика:   |       | -6,14 % | -18,45 % | +0,72 % |

| Година:    | 2023. | 2024.   |
| ---------- | ----- | ------- |
| Број људи: | 146   | 138     |
| Разлика:   |       | -5,47 % |

Према подацима о броју становника из 2011. године насеље је имало 147 становника.